# Seersucker

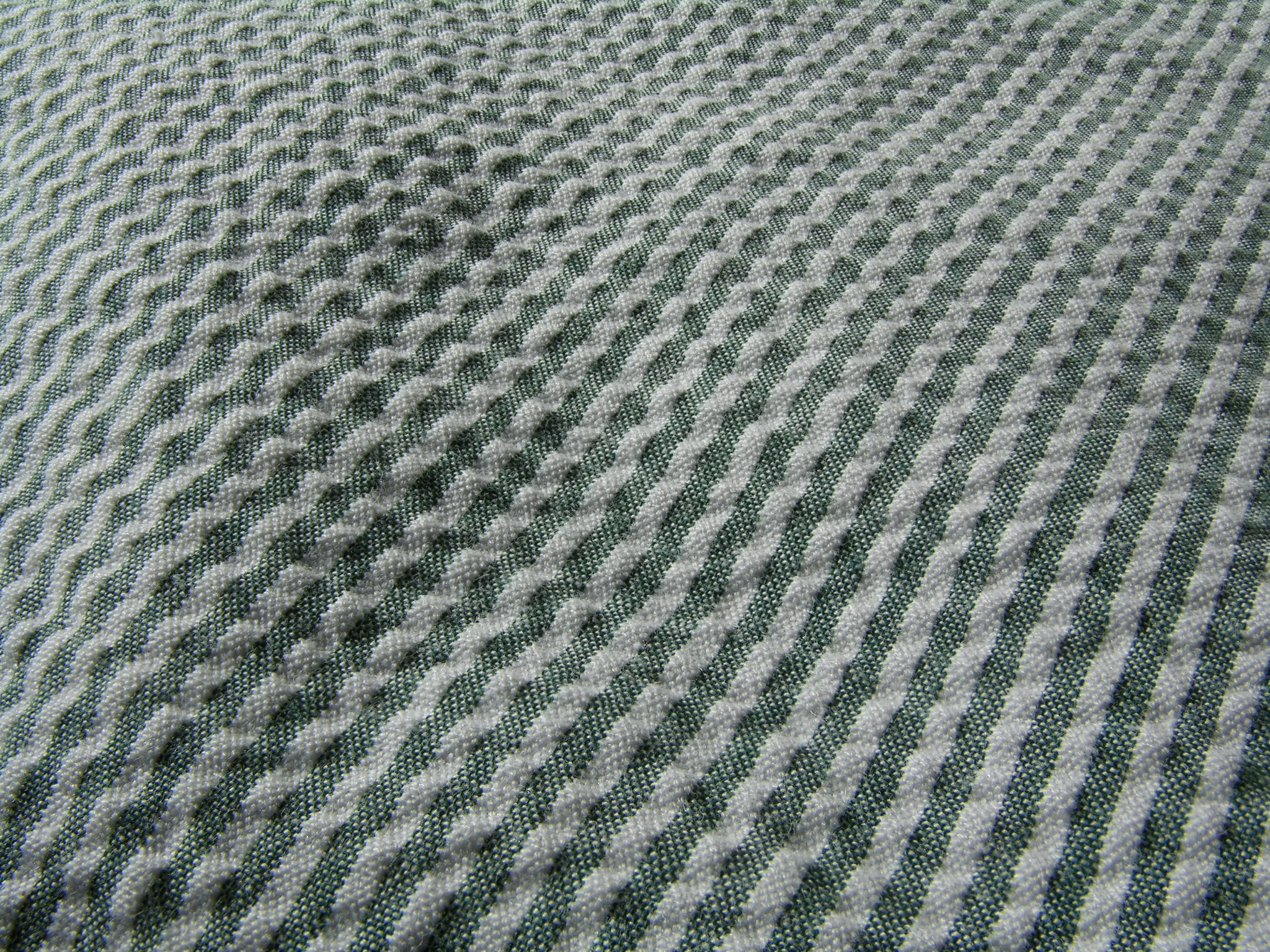
Zeleněbílý seersucker

Seersucker je obchodní označení pro lehkou tkaninu se zvrásněnými pruhy nebo kostkami.

## Způsob výroby
Označení seersucker se dříve používalo pro bavlněnou tkaninu se střídavě světlemodrými a bílými pruhy.
V současné době se za „pravý“ seersucker považuje bavlnářská nebo lnářská tkanina v plátnové vazbě vyrobená ze dvou osnov s rozdílným napětím nití, kterým vzniká určitý plastický efekt ve zboží.
Podobný efekt se dá dosáhnout
- setkáním osnovy z nití (z umělých vláken) s rozdílnou srážlivostí nebo
- potiskováním určitých míst tkaniny roztokem hydroxidu sodného, který způsobuje srážení těchto částí zboží,
- seersucker se napodobuje také gaufrováním (ražení a fixování horkým vzduchem).

Podle některých odborníků (např. Kießling) se seersucker zhotovuje také jako pletenina (viz také příklady z čínské a turecké produkce).

## Vlastnosti a použití seersuckeru
Tkanina je porézní, vzdušná, dá se snadno udržovat (nemusí se vždy žehlit), má však drsný povrch, který je mnohým uživatelům nepříjemný.
Použití: košile, halenky, šaty, saka, ložní povlaky.

## Z historie seersuckeru

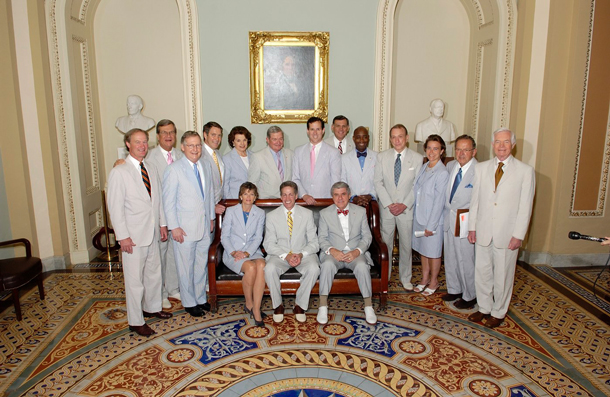
Účastníci seersuckerového čtvrtku v americkém senátě

Výraz seersucker pochází pravděpodobně z perštiny (šir o šekar = mléko a cukr).
Počátky výroby tkaniny nejsou známé. Britští koloniální úředníci nosili v horkých krajích s oblibou košile a obleky ze seersuckru, protože byly vzdušné a praktické. V 19. století je přinesli do Evropy i do USA a později se z něj začaly zhotovovat také ložní povlaky.
V roce 1996 zavedli v americkém senátu jako upomínku na (dříve) tradiční oděv v jižních státech USA „Seersucker Thursday“. Každoročně třetí čtvrtek v červnu se dostavili politici do senátu v oblecích a kostýmech ze seersuckeru (viz snímek vpravo dole). V roce 2012 se však „seersuckerový čtvrtek“ nekonal.